# Herrmannella columbiae
Herrmannella columbiae is een eenoogkreeftjessoort uit de familie van de Lichomolgidae. De wetenschappelijke naam van de soort is voor het eerst geldig gepubliceerd in 1897 door Thompson I.C., In Thompson, Scott & Herdman.